# Русский язык в Таджикистане

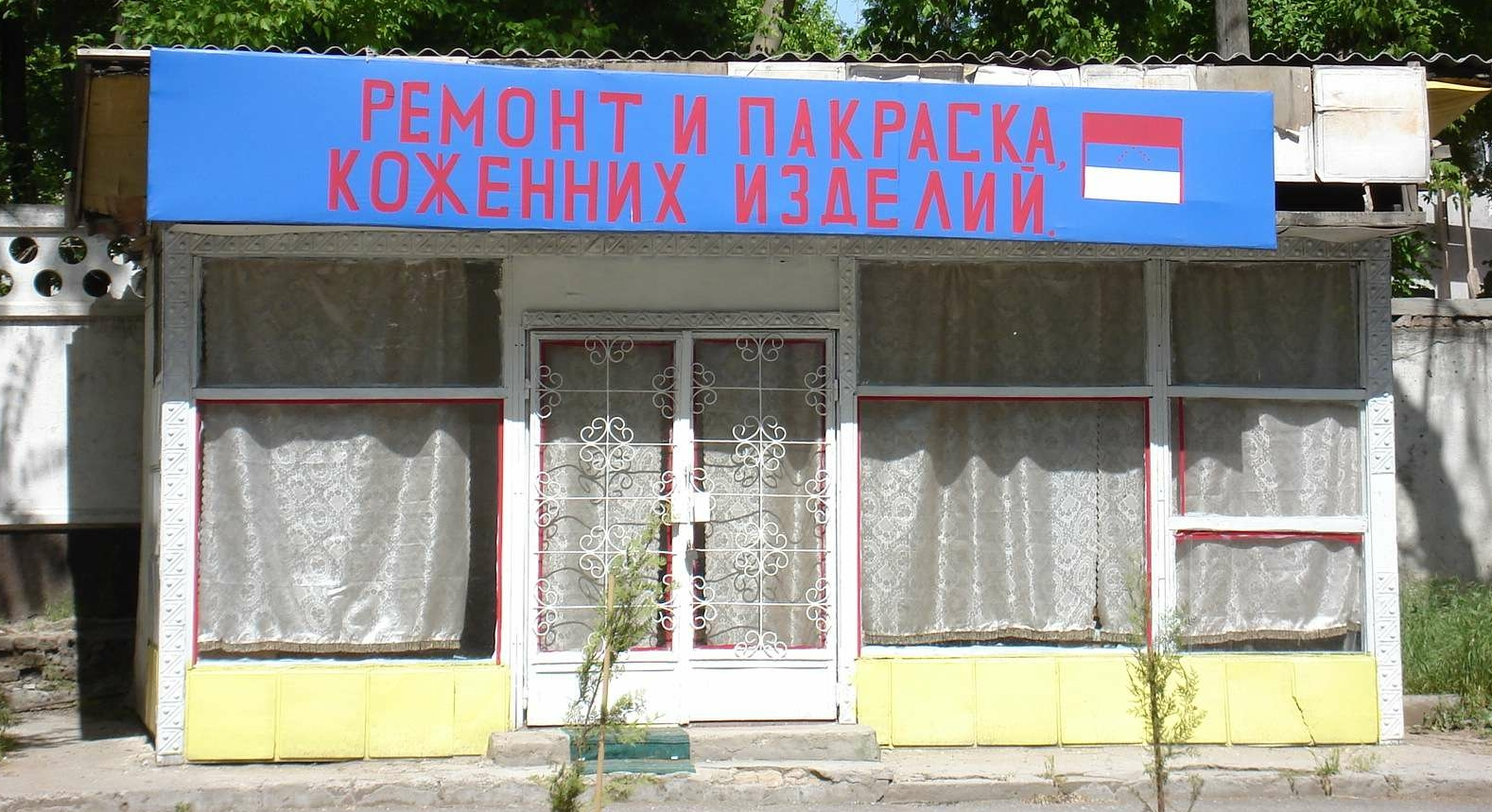
Душанбе, 2006 год. Маленькая мастерская по ремонту и покраске кожаных изделий

Русский язык в Таджикистане — язык межнационального общения Таджикистана согласно статье 2 республиканской Конституции. Таджикский язык при этом наделён статусом единственного государственного. Кроме этого, в Таджикистане поддерживается сложившаяся в советские времена система школьного и высшего образования на русском языке: по данным за 2014 год в республике насчитывалось 26 русских школ, из них 5 в Душанбе, и 132 школы со смешанными языками преподавания, в том числе русским. По словам президента Таджикистана Эмомали Рахмона, в 2022 году в стране насчитывалось 39 школ, в которых велось преподавание на русском языке. После резкого сокращения сферы русскоязычного образования в 1990-х, начался процесс его расширения, за которым стоит высокий спрос на русскоязычное образование в первую очередь со стороны таджикского населения республики. В Душанбе работают русский драматический театр имени Маяковского и Российско-Таджикский (славянский) университет. По мнению латышского информагентства «Делфи», последний таджикский город с русским названием, которым оказался Чкаловск, был переименован в 2016 году в Бустон.

## Данные переписей
Согласно данным переписи 1989 года, русский язык в республике назвали родным или вторым языком 36,4 % её населения. По переписи 2000 года этот показатель сократился до 20,1 %. Впрочем, учитывая то что собственно русское население республики за этот период уменьшилось в 7 раз, а показатель владения русским языком — лишь в 1,8 раза, данное падение кажется вполне умеренным. Более того, продолжающийся рост спроса на изучение русского языка и интенсивные миграционные связи с Россией после 2000 года привели к заметному восстановлению показателя владения им. Так, по данным исследования «Положение русского языка в новых независимых государствах (страны СНГ и Балтии)», этот показатель по республике в целом к 2008 году достигал 28 %, что было выше таких граничащих с РФ постсоветских стран, как Азербайджан, Грузия, Литва.

## Распространение
Ныне русский язык является первым и родным для относительно небольшой группы таджиков (около 3 %), но он по-прежнему широко распространён как второй язык среди таджиков всех происхождений в республике, к которым относятся таджикское (80 %), узбекское (17 %), киргизское (1,5 %) и прочие происхождения (0,5 %). Более выраженным распространение русского языка является в столице и промышленных центрах. Русский язык также оказал заметное влияние на таджикский язык (в основном в области лексики), хотя процесс дерусификации Таджикистана также продвигается. «Коренизации» подверглись таджикские фамилии, названия населённых пунктов и т. д. После распада СССР, объём использования русского языка в бытовой сфере в республике заметно сузился из-за массового оттока русскоязычных жителей. В 2007—2009 гг. в российско-таджикских отношениях наметились трения по языковому вопросу в республике из-за намерений президента Таджикистана лишить русский статуса языка межнационального общения, несмотря на то что знание русского — жизненная необходимость для экономических мигрантов из республики, большинство из которых — сельские таджики, направляющиеся на работу в Россию и Казахстан. Деловой сектор республики функционирует преимущественно на русском языке.
В период серьёзных экономических и геополитических вызовов 2022—2023 годов, в российско-таджикских отношениях возобладал практицизм, выразившийся в спонсировании Россией создания в Таджикистане школ, обучающих население русскому языку для повышения конкурентоспособности на рынке труда. При этом Эмомали Рахмон объявил 2023 год в Таджикистане годом русского языка.

## Юридический статус

### Статус с 1989 по 2009 гг.
По закону 1989 года таджикский язык был признан государственным, а русский — языком межнационального общения народов СССР. После обретения независимости законом о языке от 1991 года и Конституцией 1994 это положения сохранилось.
Статус языка межнационального общения предполагает обсуждение решений в органах государственной власти на таджикском языке, а публикацию на таджикском, узбекском и русском. На предприятиях, в организациях и учреждениях существует право выбора языка при большинстве сотрудников с нетаджикским гражданством. Документы, выдаваемые государственной властью, а также почтово-телеграфная корреспонденция оформляется на русском языке по выбору гражданина.

### Статус с 2009 по 2011 гг.
1 октября 2009 года нижняя палата парламента, а 3 октября — и верхняя приняли новый закон о государственном языке (против голосовала лишь фракция коммунистов). 6—7 октября закон был подписан президентом Э. Рахмоном и вступил в силу. В соответствии с новым законом, общаться с органами государственной власти можно было только на государственном языке — таджикском; ранее такая возможность предусматривалась и на русском; в новом законе за русским языком не предусматривался статус языка межнационального общения, хотя он сохранялся в Конституции. Правда, закон предусматривал, что «другим (нетитульным) нациям и этносам, проживающим в стране, создаются условия для свободного выбора языка обучения». В марте 2010 года парламент принял закон об отмене обязательной публикации нормативно-правовых актов на русском.

### Текущий статус
9 июня 2011 года был принят закон, который вернул русскому языку прежний статус «языка межнационального общения» и использование в законотворческой деятельности.
В 2011 году Таджикистан и Россия приняли решение открыть информационно-культурные центры в столицах друг друга; сообщается о желании сторон таким образом укрепить позиции русского языка в Таджикистане.

## Русский язык в образовании и науке Таджикистана
В 2003 году президент Таджикистана Э. Рахмонов подписал указ об обязательном изучении русского и английского языков в школе. В 2007 году в школах республики было 1777 классов с русским языком обучения (44 315 учащихся — 2,6 % общего числа школьников). В 2007/2008 учебном году на русском языке обучались 33495 студентов вузов (около 28 % общего числа студентов вузов Таджикистана). Только по специальности «Русский язык» в 2009/2010 учебном году в стране обучались 4036 студента. С 2005 года все кандидатские и докторские диссертации представляются на русском языке.  В начале 2020 года было ратифицировано соглашение, согласно которому российская сторона построит общеобразовательные школы на территории Таджикистана, уроки в которых будут проводиться по российским стандартам. 1 сентября 2022 года в Таджикистане открылись 5 школ, осуществляющих обучение на русском языке: в Душанбе, Бохтаре, Худжанде, Турсунзаде и Кулябе. Россия потратила на их строительство 150 млн долларов США.
В Таджикистане (на 2023 год) функционируют 39 школ с русским языком обучения, в которых учатся около 27 тысяч школьников, а также 160 смешанных русско-таджикских школ с охватом 70 тысяч школьников.